# Hydropsyche sultanensis
Hydropsyche sultanensis is een schietmot uit de familie Hydropsychidae. De soort komt voor in het Palearctisch gebied.